# Bertrand Killy
Bertrand Killy ist ein französischer Lichtdesigner in Schauspiel und Oper. Langjährige Zusammenarbeit seit dem Jahr 2000 verbindet ihn mit dem Film-, Opern- und Schauspielregisseur Olivier Py.

## Leben und Wirken
Seine Arbeiten können aufgrund von Besetzungszetteln und Websites der verschiedenen Bühnen eruiert werden. Daraus ergibt sich eine langjährige Zusammenarbeit in Schauspiel und Oper mit Olivier Py, der seit 2013 das Festival von Avignon leitet, und mit dessen Bühnen- und Kostümbildner Pierre-André Weitz. Killy arbeitet aber auch regelmäßig mit den Regisseuren Ivan Alexandre, Pierre Barrat und François Tanguy.
Die erste dokumentierte Arbeit stellt die Lichtgestaltung für Fragments forains, eine Woyzeck-Bearbeitung von François Tanguy im Jahr 1989 am Le Quartz in Brest dar. Diese Produktion wurde danach auch in Saint-Denis, beim Festival d'Automne in Paris sowie in Antwerpen gezeigt. Im Dezember 1993 war er bei Choral von Tanguy im Théâtre national de Bretagne in Rennes beteiligt. Diese Produktion ging 1994 und 1995 auf Tournee durch eine Reihe französischer Städte und war ebenfalls beim Festival d'Automne zu sehen. Im Team des Regisseurs Matthias Langhoff für die Inszenierung von Shakespeares Richard III. beim Festival d'Avignon im Jahr 1995 fungierte er mit der Bezeichnung régie générale.
1999 und 2000 sind zwei Produktionen mit dem Autor und Regisseur Jean-Paul Wenzel verzeichnet: Loin d’Hagondange  und Faire bleuam Les Fédérés von Montluçon bzw. am Théâtre national de Strasbourg. Auch diese Produktion war in einigen weiteren Städten Frankreichs zu sehen.
Die Zusammenarbeit mit Olivier Py führte den Lichtdesigner an zahlreiche Opernhäuser in ganz Europa, darunter Amsterdam, Brüssel, Genf, Kopenhagen, Lyon, Moskau, München, Straßburg, das Theater an der Wien, das Edinburgh International Festival und das Festival d’Aix-en-Provence.
Als der Ausstatter Pierre-André Weitz im Jahr 2015 eine erste Opernregie übernahm, Les chevaliers de la table ronde, eine opéra bouffe von Hervé beruhend auf einem Libretto von Henri Chivot und Alfred Duru, übernahm Killy die Lichtgestaltung. Diese Produktion wurde an der Opéra national de Bordeaux erarbeitet und danach am Teatro La Fenice in Venedig und in vielen französischen Kleinstädten gezeigt, darunter Massy, Nantes, Angers, Rennes, Besançon und Limonge.

## Wichtige Inszenierungen
Mit Ivan Alexandre
- 2014 Gluck: Orfeo ed Euridice – Haus für Mozart Salzburg, Bremen, Nancy
- 2016 Gluck: Armide – Wiener Staatsoper

Mit Pierre Barrat
- 1987 Monteverdi: Il combattimento di Tancredi e Clorinda – Ribeauvillé: Église Saint-Grégoire
- 1989 Le grand mystère de la passion – Atelier du Rhin

Mit Olivier Py
- 1999 Weber: Der Freischütz – Opéra de Nancy
- 2001 Offenbach: Les Contes d'Hoffmann – Grand Théâtre de Genève
- 2003 Berlioz: La damnation de Faust – Grand Théâtre de Genève
- 2005 Wagner: Tristan und Isolde – Grand Théâtre de Genève
- 2005 Wagner: Tannhäuser – Grand Théâtre de Genève
- 2005 Britten: Curlew River – Edinburgh International Festival, danach Théâtre de Nîmes und Opéra de Lyon
- 2007 Debussy: Pelléas et Mélisande – Moskau
- 2008 Strawinsky: The Rake’s Progress – Opéra National de Paris (Palais Garnier)
- 2009 Mozart: Idomeneo – Festival d’Aix-en-Provence
- 2010 Berg: Lulu – Grand Théâtre de Genève und danach am Gran Teatre del Liceu, Barcelona
- 2010 Hindemith: Mathis der Maler – Opéra National de Paris (Opéra Bastille)
- 2010 Gounod: Roméo et Juliette – De Nationale Opera, Amsterdam, danach an der Königlichen Oper in Kopenhagen
- 2011 Meyerbeer: Les Huguenots – Théâtre Royal de la Monnaie, Brüssel und danach an der Opéra national du Rhin, Strasbourg
- 2012 Thomas: Hamlet – Theater an der Wien und Théâtre Royal de la Monnaie, Brüssel
- 2012 Bizet: Carmen – Opéra de Lyon
- 2012 Verdi: La forza del destino – Oper Köln
- 2013 Escaich: Claude – Opéra de Lyon
- 2013 Verdi: Il trovatore – Bayerische Staatsoper, München
- 2013 Gluck: Alceste – Opéra National de Paris (Palais Garnier)
- 2013 Verdi: Aida – Opéra National de Paris (Opéra Bastille)
- 2013 Poulenc: Dialogues des Carmélites – Théâtre des Champs-Élysées, Paris
- 2015 Dukas: Ariane et Barbe-Bleue – Opéra national du Rhin, Strasbourg
- 2015 Fauré: Pénélope – Opéra national du Rhin, Strasbourg
- 2015 Wagner: Der fliegende Holländer (Erstfassung) – Theater an der Wien
- 2016 Halévy: La Juive – Opéra de Lyon
- 2016 Verdi: Macbeth – Theater Basel
- 2016 Massenet: Manon – Grand Théâtre de Genève
- 2017 Wagner: Lohengrin – Théâtre Royal de la Monnaie, Brüssel
- 2017 Richard Strauss: Salome – Opéra national du Rhin, Strasbourg

Mit François Tanguy
- 1989 Fragments forains nach Büchners Woyzeck – Le Quartz in Brest, Festival d'Automne Paris und Tour
- 1991 Chant du Bouc – Théâtre de la Bastille, Paris und Théâtre national de Bretagne in Rennes
- 1993 Choral –  Théâtre du Radeau beim Festival d'Automne in Paris und auf Tournee
- 1996 La Bataille de Tagliamento – Théâtre du Radeau beim Festival d'Automne Paris und am Théâtre national de Bretagne in Rennes

## TV und DVD (Auswahl)
- 2011: Lulu (Regie: Olivier Py)
- 2013: Dialogues des Carmélites (Regie: Olivier Py)